# Charente-Maritime
Charente-Maritime (oznaka 17) je francoski departma ob Atlantskem oceanu, imenovan po reki Charente, ki teče skozenj. 

## Zgodovina
Prvotni departma Charente-Inférieure je bil ustanovljen v času francoske revolucije 4. marca 1790 iz delov provinc Aunis in Saintonge. Sedanje ime nosi od 4. septembra 1941.

## Geografija
Charente-Maritime leži v regiji Nova Akvitanija ob Biskajskem zalivu. Na severozahodu meji na departma regije Loire Vendée, na severovzhodu in vzhodu na departmaja Deux-Sèvres in Charente, na jugu pa je preko širokega estuarija Gironde povezana z departmajem Gironde.
Departma poleg celinskega dela obsega tudi otoke Île d'Aix, Île d'Oléron in Île de Ré.